# Arbitraż (psychologia)
Arbitraż – w psychologii rozstrzyganie konfliktów w sposób polubowny przez osoby wskazane przez każdą ze stron i według szczególnych procedur. Arbitraż nie musi kierować się przepisami prawa, ale jego wyroki podlegają wykonaniu, tak jak wyroki innych sądów.
Innymi metodami rozwiązywania konfliktów są:
negocjacje, facylitacja, mediacje, sąd